# Jil Sander

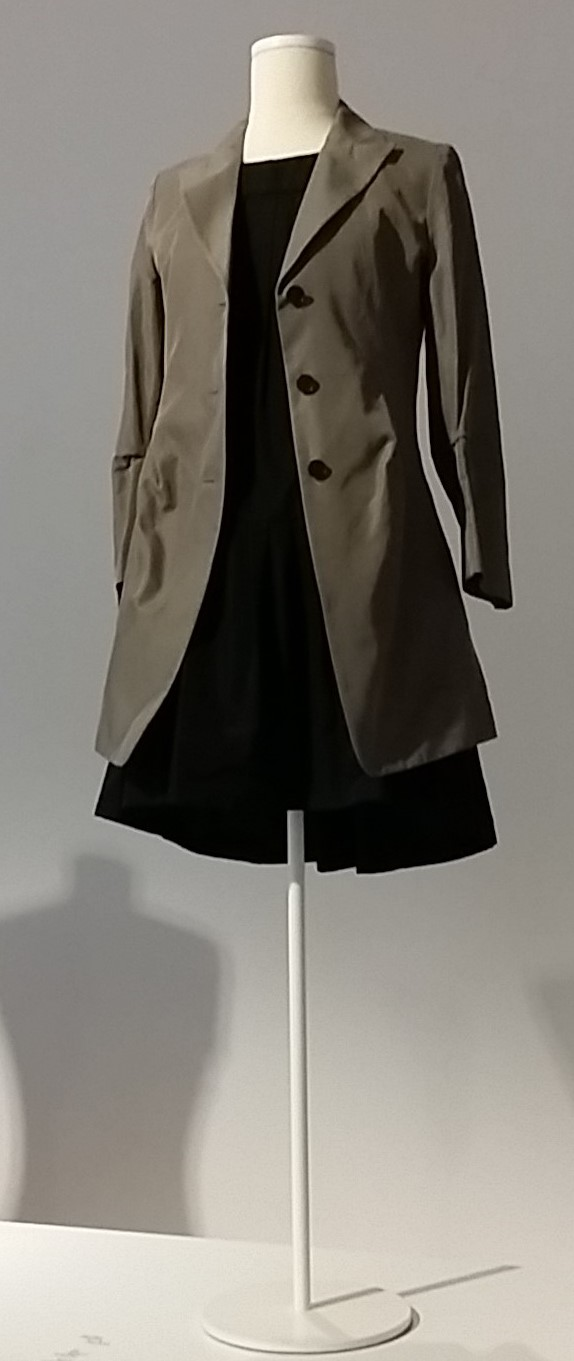
Ontwerp lente-zomer 2011

Jil Sander (geboren 1943) is een Duits modeontwerper. Het confectiemerk Jil Sander is in 1968 opgericht, haar eerste damescollectie volgde in 1973, een herencollectie startte onder haar eigen naam in 1997. In haar eigen winkel in Hamburg verkocht ze haar collectie naast andere ontwerpers als Sonia Rykiel en Thierry Mugler. 
Zij is vooral bekend geworden door haar minimalistische ontwerpen, waarbij basisstukken zoals de perfecte kasjmier V-halstrui, de ultieme witte blouse en de makkelijk zittende broek haar reputatie vestigden. Haar sobere kleding heeft allure door een verrassende snit en experimenteel stofgebruik waardoor ze internationaal erkenning heeft onder een trouwe clientèle.
- Gemeinsame Normdatei: 129705284
- International Standard Name Identifier: 0000 0000 7872 4165
- Library of Congress Control Number: n97848965
- Nationale Bibliotheek van Tsjechië: xx0106673
- Nationale Bibliotheek van Israël: 987012384864105171
- RKD-Nederlands Instituut voor Kunstgeschiedenis: 213232
- SNAC: w69m1qnd
- Système universitaire de documentation: 273429132
- Virtual International Authority File: 103126273
- WorldCat: E39PBJcWr7mWxXVcPJK4Bdk4bd

1. ↑  https://vds-ev.de/wp-content/uploads/2015/10/sprachpanscher_1997.pdf; geraadpleegd op: 5 januari 2019.